# Негосударственный пенсионный фонд (Россия)
Негосуда́рственный пенсио́нный фонд (НПФ) —  организация, осуществляющая деятельность по негосударственному пенсионному обеспечению (НПО), в том числе досрочному негосударственному пенсионному обеспечению, формированию долгосрочных сбережений и (или) обязательному пенсионному страхованию. Заключение договора с НПФ и отчисление взносов может производиться как отдельными гражданами так и в рамках корпоративных пенсионных программ, в которых предприятие осуществляет пенсионную поддержку своих сотрудников. В той или иной степени аналоги негосударственных пенсионных программ существуют во многих развитых странах, включая США, Великобританию, и Австралию.
Функционирование НПФ регулируется Федеральным законом от 07.05.1998 N 75-ФЗ «О негосударственных пенсионных фондах».

## История развития НПФ
Появление негосударственных пенсионных фондов в России связано с изданием Указа Президента Российской Федерации от 16 сентября 1992 № 1077 «О негосударственных пенсионных фондах». Указ был принят в рамках чрезвычайных полномочий Президента РФ на период проведения экономических реформ и имел силу закона. Первые негосударственные пенсионные фонды начинались как некоммерческие частные фонды при крупных отраслевых компаниях во время перехода от советской системы распределительных отраслевых пенсионных систем к единой системе социального обеспечения в начале 1990-х. Такие корпоративные НПФ формировали негосударственную пенсию для сотрудников и аффилированных с этой корпорацией частных лиц. В 1993–1994 гг. было учреждено около 350 организаций, относящихся к негосударственным пенсионным фондам.
В 1995 году была создана Инспекция негосударственных пенсионных фондов (в настоящий момент упразднена) с целью лицензирования деятельности НПФ.
К концу 1996 года было выдано 26 разрешений на осуществление некоммерческой деятельности по формированию активов путём привлечения денежных взносов юридических лиц, передаче этих средств компаниям по управлению активами (управляющей компании), осуществлению пожизненно или в течение длительного периода регулярных выплат гражданам в денежной форме.
К концу 1997 года такие разрешения были выданы уже 252 организациям.
До 2007 года количество НПФ в России принципиально не изменялось. Лишь в 2008 году число НПФ начало стремительно сокращаться преимущественно путём самоликвидации или слияния вследствие законодательных изменений.
В 2014 году вступил в силу закон, регламентирующий процедуру обязательного акционирования НПФ. Согласно ему негосударственные пенсионные фонды, осуществляющие обязательное пенсионное страхование, должны были провести реорганизацию к 2016 году, всем остальным фондам предоставляется срок до 2019 года.
В 2018 года вступил в силу Федеральный закон N 49-ФЗ от 7 марта 2018 г.  «О внесении изменений в отдельные законодательные акты Российской Федерации по вопросам регулирования деятельности негосударственных пенсионных фондов», который ввёл фидуциарную ответственность НПФ и обязал акционеров НПФ компенсировать клиентам убытки. Если окажется, что средства на клиентских счетах уменьшились из-за того, что управляющий намеренно инвестировал в некачественные активы в чьих-то интересах, то акционеры фонда будут обязаны восполнить потери — доначислить на лицевые счета клиентов потерянные суммы. Закон также установил пределы вознаграждения НПФ (фиксированную и постоянную части).
На 1 сентября 2018 года в России насчитывалось 58 негосударственных пенсионных фондов, по состоянию на апрель 2020 их было уже 44. По состоянию на июнь 2024 года в России осталось 35 негосударственных пенсионных фондов.
Численность НПФ в России
| Год                          | 1996 | 1997 | 1998 | 1999 | 2000 | 2001 | 2002 | 2003 | 2004 | 2005 | 2006 | 2007 | 2008 | 2009 | 2010 | 2011 | 2012 | 2013 | 2014 | 2015 | 2016 | 2017 | 2018 | 2019 | 2020 | 2021 | 2022 | 2023 | 30.09.2024 |
| ---------------------------- | ---- | ---- | ---- | ---- | ---- | ---- | ---- | ---- | ---- | ---- | ---- | ---- | ---- | ---- | ---- | ---- | ---- | ---- | ---- | ---- | ---- | ---- | ---- | ---- | ---- | ---- | ---- | ---- | ---------- |
| Число НПФ без пенс. резервов | 254  | 279  | 270  | 270  | 262  | 251  | 287  | 283  | 296  | 243  | 216  | 161  | 131  | 53   | 49   | 43   | 34   | 31   | 33   | 37   | 42   | 28   | 17   | 14   | 14   | 13   | 11   | 10   | 11         |
| Число НПФ с пенс. резервами  | 0    | 0    | 0    | 0    | 0    | 0    | 0    | 0    | 0    | 47   | 73   | 91   | 104  | 112  | 102  | 103  | 100  | 89   | 87   | 65   | 41   | 38   | 35   | 33   | 29   | 28   | 28   | 27   | 24         |
| Число НПФ, всего             | 254  | 279  | 270  | 270  | 262  | 251  | 287  | 283  | 296  | 290  | 289  | 252  | 235  | 165  | 151  | 146  | 134  | 120  | 120  | 102  | 83   | 66   | 52   | 47   | 43   | 41   | 39   | 37   | 35         |

Уменьшение численности НПФ с 2005 года преимущественно связано с ужесточение требований со стороны законодательства к НПФ, усилению контроля и ужесточению требований к качеству инвестиций (активов) НПФ со стороны Центрального банка.
Федеральный закон "О внесении изменений в Федеральный закон "О негосударственных пенсионных фондах" и статью 27 Федерального закона "Об инвестиционных фондах" от 27 января 2023 г. N 5-ФЗ разрешает НПФ совмещать консультационные и информационные услуги в сфере финансового рынка, а также деятельность в интересах другого лица на основе агентского договора с деятельностью по негосударственному пенсионному обеспечению и обязательному пенсионному страхованию. При этом НПФ смогут выступать агентами при выдаче, погашении и обмене инвестиционных паев.
С 1 января 2024 года в России работает программа долгосрочных сбережений (ПДС), в которой государство помогает участникам сформировать долгосрочные накопления через софинансирование и налоговые вычеты. Владелец счета может делать взносы сам, перевести накопительную часть пенсии, а также получить софинансирование – до 36 тыс. рублей ежегодно в течение первых десяти лет. Кроме того, предусмотрена возможность оформления налоговых вычетов. Все эти механизмы помогают быстрее сформировать накопления. Накопленные в ПДС средства можно получить по истечении 15 лет действия договора или при достижении 55 лет для женщин и 60 лет для мужчин. В некоторых исключительных случаях деньги разрешено забрать без потерь досрочно. Президент РФ Владимир Путин поручил ЦБ России и кабинету министров обеспечить объём вложений в ПДС в 2024 году на уровне 250 млрд рублей и начать активнее привлекать к программе работодателей. По данным Национальной ассоциации негосударственных пенсионных фондов, с начала 2024 года по 15 августа было заключено более 1 млн договоров по программе долгосрочных сбережений на общую сумму около 50 млрд рублей. Минфин РФ подтвердил быстрое увеличение участников ПДС. На 9 сентября 2024 объём вложений граждан в рамках ПДС увеличился до 60,7 млрд рублей. Количество участвующих в ПДС выросло до 1,2 млн человек.

## Работа НПФ

### Взаимоотношение НПФ и участника
При заключении договора вкладчик выбирает одну из пенсионных схем фонда, определяющих порядок взносов в пенсионный фонд и выплат из фонда. Пополнение счета осуществляется в зависимости от программы НПФ: в случае негосударственного пенсионного обеспечения или программы долгосрочных сбережений вкладчик (или по желанию работодатель) перечисляет взносы в выбранный НПФ на основании договора, а в случае накопительной пенсии обязательного пенсионного страхования взносы перечисляет работодатель (когда накопительная пенсия не была заморожена) или переводятся со счета участника в другом пенсионном фонде по запросу участника.
НПФ учитывает поступившие пенсионные взносы на солидарном или именном счете вкладчика. В случае обязательного пенсионного страхования накопления формируют пенсионные резервы. Имеющиеся накопления фонд инвестирует (обычно — через Управляющую компанию) в высоконадежные активы. Полученный по результатам инвестирования доход распределяется по счетам и увеличивает будущие выплаты участникам.
При выходе участника на пенсию, НПФ, исходя из накопленной суммы, определяет размер ежемесячных выплат и порядок их получения. Возраст выхода на пенсию в случае выплат из НПФ определяется в 60 лет для мужчин и 55 лет для женщин. В случае программы долгосрочных сбережений, участник получает всю сумму единовременно.

### Вознаграждение НПФ
За свою работу НПФ получают вознаграждение, состоящее из постоянной и переменной частей. Постоянная часть фиксирована и ограничена 0.75% в год от суммы накоплений. Постоянная часть вознаграждения выплачивается помесячно. Переменная часть вознаграждения рассчитывается исходя из дохода от инвестирования пенсионных накоплений за год и выплачивается один раз в год. Переменная часть вознаграждения может достигать 15% от инвестиционного дохода.

### Размещение средств НПФ
НПФ могут размещать свои пенсионные резервы и накопления самостоятельно или через управляющие компании. НПФ вправе самостоятельно размещать средства в государственные и муниципальные ценные бумаги, ценные бумаги субъектов РФ, на банковский депозит, и в объекты недвижимости. Для инвестирования резервов в иные активы фонд должен привлекать управляющую компанию. Отношения НПФ и управляющих компаний строятся на основании договоров доверительного управления.
Размещение пенсионных резервов НПФ должно удовлетворять многим требованиям, в том числе:
- Стоимость пенсионных резервов, размещенных в один объект, не может превышать 15 % общей стоимости пенсионных резервов;
- Общая стоимость пенсионных резервов, размещенных в ценные бумаги, не имеющие признаваемых котировок, не должна превышать 20 % стоимости пенсионных резервов;
- Общая стоимость пенсионных резервов, размещенных в ценные бумаги, выпущенные учредителями и вкладчиками фонда, не должна превышать 30 % стоимости пенсионных резервов, за исключением случаев, когда указанные ценные бумаги включены в котировальный лист Московской биржи первого уровня;
- Общая стоимость пенсионных резервов, размещенных в федеральные государственные ценные бумаги, не должна превышать 50 % стоимости пенсионных резервов, за исключением случаев их приобретения в результате проведения новации;
- Общая стоимость пенсионных резервов, размещенных в государственные ценные бумаги субъектов Российской Федерации и муниципальные ценные бумаги, не должна превышать 50 % стоимости пенсионных резервов;
- Общая стоимость пенсионных резервов, размещенных в акции и облигации предприятий и организаций, не должна превышать 70 % стоимости размещенных пенсионных резервов;
- Общая стоимость пенсионных резервов, размещенных в банковские вклады и недвижимость, не должна превышать 80 % стоимости размещенных пенсионных резервов.

Существуют отступления от требования по обязательной диверсификации вложений НПФ. Например:
- Если общая стоимость размещенных пенсионных резервов фонда не превышает 1,5 млн рублей, процентные ограничения на размещение пенсионных резервов в федеральные государственные ценные бумаги и (или) банковские вклады (депозиты) банков не накладываются.
- Если приобретаются паи паевых инвестиционных фондов, правилами и инвестиционной декларацией которых предусмотрено выполнение правил и требований, предъявляемых к НПФ, процентные ограничения на стоимость пенсионных резервов, размещенных в паи этих паевых инвестиционных фондов, не накладываются.

## Программы НПФ
НПФ участвуют в четырех программах по пенсионному обеспечению граждан.

### Обязательное пенсионное страхование
В системе обязательного пенсионного страхования у каждого гражданина Российской Федерации формируются два вида пенсии – страховая и накопительная. Накопительная пенсия обязательного пенсионного страхования - часть обязательных страховых выплат из фонда зарплаты, которая направляется в Государственную управляющую компанию «Внешэкономбанк». Средства туда перечисляются непосредственно из Социального фонд Российской Федерации. Данная процедура деления страховых выплат на накопительную и страховую пенсию была заморожена в 2014 году, и начиная с 2014 года накопительная пенсия не формировалась. Уже имеющиеся накопления участники могли либо оставить в Государственной управляющей компании «Внешэкономбанк», либо перевести в один из НПФ по своему усмотрению. НПФ осуществляют управление накоплениями и, по достижении участником пенсионного возраста, либо выплачивают все накопления целиком если сумма невелика, либо начинают регулярные выплаты.

### Негосударственное пенсионное обеспечение
Негосударственное пенсионное обеспечение — это система, включающая управление добровольными взносами граждан и последующую выплату им накопленных средств, увеличенных за счет инвестиционного дохода, по достижении пенсионного возраста.
Участник или работодатель (в случае корпоративного договора) перечисляет взносы в выбранный НПФ на основании пенсионного договора. При заключении договора вкладчик выбирает одну из пенсионных схем фонда, определяющих порядок взносов в пенсионный фонд и выплат из фонда.
Фонд учитывает поступившие пенсионные взносы на солидарном или именном счете вкладчика и формирует пенсионные резервы. Эти резервы фонд инвестирует (обычно — через Управляющую компанию) в высоконадежные активы. Полученный по результатам инвестирования доход распределяется по счетам и увеличивает будущие выплаты участникам. Часть дохода (не более 15 %) направляется на вознаграждение управляющего (НПФ или НПФ и УК), на пополнение страхового резерва, и на оплату расходов по обслуживанию фонда.
При выходе участника на пенсию НПФ (а в ряде случаев, в соответствии с договором и схемой — сам вкладчик), исходя из накопленной суммы, определяет размер негосударственной пенсии и порядок её получения.

### Программа долгосрочных сбережений
Программа долгосрочных сбережений - сберегательный и накопительный продукт, позволяющий гражданам сформировать денежный вклад в одном из негосударственных пенсионных фондов (НПФ). Достоинством программы является софинансирования от государства, при котором на каждый вложенный рубль государство добавляет рубль при среднем доходе до 80 тыс. руб. в месяц, на каждые два рубля государство добавляет рубль при среднем доходе от 80 тыс. руб. до 150 тыс. руб. в месяц, и на каждые четыре рубля государство добавляет рубль при среднем доходе от 150 тыс. руб. в месяц. Максимальная сумма от государства не превышает 36 тыс. руб. в год на протяжении первых 10 лет программы. Софинансирование получают участники, вложившие не менее 2 тыс. руб. в год. На свои взносы участники могут получить налоговый вычет на сумму вклада до 400 тыс. руб. в год.
Величину первого взноса, а также размер и периодичность последующих взносов участник программы может определить самостоятельно. Количество договоров долгосрочных сбережений для одного гражданина по закону не ограничено. Вложения в программу застрахованы государством на сумму до 2.8 млн. руб., сумма вложений периодически пересчитывается при росте вклада.
Участник программы может перевести в программу долгосрочных сбережений свои пенсионные накопления из системы обязательного пенсионного страхования.
Участник может начать получать накопления по вкладу либо по достижению пенсионного возраста (60 лет для мужчин и 55 лет для женщин) либо через 15 после открытия вклада. Накопления можно будет получить либо в виде пожизненнаой ежемесячной выплаты, либо в виде периодических выплат в срок не менее десяти лет, либо в виде единовременной выплаты если денег на счете недостаточно для начисления пожизненной периодической выплаты в размере 10% и более от прожиточного минимума пенсионера.

### Программа инвестирования материнского капитала через НПФ
С 2007 года семьям, в которых родился или был усыновлён второй (третий или последующий) ребёнок, выплачивается материнский капитал. Для многих семей может быть неактуальным расходование этого капитала в момент выплаты. Поэтому государство предусмотрело возможность временного инвестирования средств материнского капитала (всего или части) через НПФ по истечении 3 лет после рождения ребёнка. При этом есть возможность перевести данные средства в ПДС, но в таком случае сам материнский капитал будет отправлен в СФР.

## Деятельность в рамках программы государственного софинансирования пенсии
С 2008 года в целях стимулирования россиян к активному управлению своей пенсией, государство запустило программу софинансирования пенсии в части обязательного пенсионного страхования. В рамках этой программы застрахованное лицо (то есть любой, у которого имеется Свидетельство государственного пенсионного страхования) после вступления в программу и перечисления взносов на свой пенсионный счёт получит равную сумму от государства. Например, если застрахованное лицо платит 2000 рублей в год, то государство доплачивает ещё 2000 рублей; итого на счёт лица в пенсионном фонде зачисляется 4000 рублей в год. При этом, однако, максимальный годовой взнос государства не превышает 12 000 рублей в год (взносы застрахованного лица не имеют верхнего предела). Программа государственного софинансирования формирования пенсионных накоплений в настоящее время действует только для тех граждан, которые вступили в названную программу (путём подачи соответствующего заявления) до 1 января 2015 года и уплатили дополнительные страховые взносы на накопительную пенсию не позднее 31 января 2015 года.
С 1 января 2015 года стать участником программы нельзя.
Количество участников программы софинансирования пенсионных накоплений, сделавшие взносы
| Год        | 2018           | 2019          | 2020          | 2021          |
| ---------- | -------------- | ------------- | ------------- | ------------- |
| Количество | 2600 тыс. чел. | 414 тыс. чел. | 300 тыс. чел. | 255 тыс. чел. |

## Надежность НПФ

### Требования к надежности НПФ
Государство предъявляет высокие требования к надежности НПФ. В частности,
- Регулируется финансовая устойчивость, состав и структура портфеля
- Регулируются сделки с активами НПФ
- Осуществляется многоуровневый контроль и надзор
- Обеспечиваются государственные гарантии на сохранность сбережений

В рамках регулирования деятельности НПФ,
- НПФ обязаны соблюдать финансовые нормативы
- НПФ обязаны проходить стресс-тесты
- НПФ обязаны формировать резервы для покрытия возможных рисков
- Собственные средства НПФ отделены отделены от средств клиентов
- НПФ должны соблюдать баланс риска и доходности в инвестициях
- Регуляторы проводят регулярные проверки НПФ

Из-за высоких требований, на рынке остались только финансово устойчивые НПФ.

### Порядок осуществления контроля
Следующие органы осуществляют регулярный контроль НПФ:
- Федеральная налоговая служба (ежегодный, ежеквартальный, ежемесячный)
- Банк России (ежегодный, ежеквартальный, ежемесячный, еженедельный)
- Социальный фонд Российской Федерации (ежегодный, еженедельный)
- Независимый аудитор (ежегодный)
- Независимый актуарий (ежегодный)
- Счетная палата (ежегодный)
- Специализированный депозитарий (ежедневный)

### Встречавшиеся нарушения
В 2010 году в Пенсионный фонд России поступило более 400 жалоб об обмане при переводе пенсионных средств в НПФ. В целях увеличения числа участников, некоторые агенты НПФ использовали нечестные схемы для переманивания клиентов из других НПФ в свой, а также для незаконного перевода пенсионных накоплений из ПФР в НПФ, вплоть до подлога документов. Подобные инциденты вынудили Пенсионный фонд России и Национальную ассоциацию негосударственных пенсионных фондов подписать дополнительное соглашение о взаимодействии с целью обмена информацией по вопросам обеспечения прав граждан при переводе их средств пенсионных накоплений в негосударственные пенсионные фонды. В соответствии с соглашением, ПФР будет ежемесячно направлять в Национальную ассоциацию негосударственных пенсионных фондов информацию об обращениях и жалобах граждан по фактам нарушения их прав. На основании этих данных ассоциация будет вести работу с НПФ по урегулированию спорных вопросов, выявлению недобросовестных агентов НПФ, и восстановлению прав застрахованных лиц. По результатам проделанной работы ассоциация на ежемесячной основе будет направлять в ПФР отчёт о проделанной работе.
В 2019 году Банк России проанализировал свыше трёх тысяч подозрительных брокерских сделок с НПФ. Анализ показал что практически все они были совершены на наилучших условиях. Был выявлен один факт манипулирования рынка, в котором принимал участие неназванный НПФ. Заключаемые на торгах сделки двух иностранных компаний с акциями ПАО «НПК ОВК» не имели экономического смысла и были направлены на поддержание определённых уровней цены и объёма торгов акциями. Эти две иностранные компании, заключающие сделки купли-продажи акций друг с другом, управлялись одним человеком. В ходе торгов по завышенным ценам акции приобретались в том числе и рядом управляющих компаний, действующих за счёт средств НПФ. По предположению Банка России, в ходе этой манипуляции рынка пенсионные накопления россиян выводились за границу. Результаты проверки были направлены в правоохранительные органы. После письма регулятора, НПФ возместил убытки клиентам.

## Статистические показатели деятельности НПФ в Российской Федерации
Ежеквартально Банк России публикует основные показатели деятельности негосударственных пенсионных фондов.
| НПФ                                    | Активы, тыс. руб. | Договора НПО       | Договора НПО                | Договора НПО                            | Договора НПО                            | Договора ОПС          | Договора ОПС                | Договора ОПС                            | Договора ОПС                            |
| НПФ                                    | Активы, тыс. руб. | Резервы, тыс. руб. | Количество участников, чел. | Доходность за вычетом вознаграждения, % | Доходность до выплаты вознаграждения, % | Накопления, тыс. руб. | Количество участников, чел. | Доходность за вычетом вознаграждения, % | Доходность до выплаты вознаграждения, % |
| -------------------------------------- | ----------------- | ------------------ | --------------------------- | --------------------------------------- | --------------------------------------- | --------------------- | --------------------------- | --------------------------------------- | --------------------------------------- |
| АО «НПФ Сбербанка»                     | 888,590,715       | 103,471,474        | 1,701,441                   | 10.33                                   | 12.49                                   | 757,914,977           | 8,626,554                   | 10.19                                   | 12.92                                   |
| АО «НПФ Газфонд пенсионные накопления» | 719,587,352       | 44,361,104         | 206,064                     | 4.98                                    | 6.07                                    | 649,055,922           | 6,295,846                   | 9.15                                    | 11.61                                   |
| АО «НПФ «Открытие»                     | 668,258,281       | 73,566,010         | 494,109                     | 6.75                                    | 8.21                                    | 579,550,707           | 6,846,809                   | 5.70                                    | 7.55                                    |
| АО «НПФ Газфонд»                       | 607,472,002       | 495,610,777        | 230,593                     | 9.23                                    | 11.96                                   | -                     | -                           | -                                       | -                                       |
| АО «НПФ «Благосостояние»               | 551,981,398       | 518,265,132        | 1,332,348                   | 4.77                                    | 6.11                                    | -                     | -                           | -                                       | -                                       |
| АО «НПФ Эволюция»                      | 376,172,606       | 167,590,770        | 199,224                     | 7.63                                    | 9.23                                    | 196,148,975           | 1,916,257                   | 6.58                                    | 8.63                                    |
| АО НПФ ВТБ Пенсионный фонд             | 350,904,786       | 33,765,992         | 192,312                     | 5.50                                    | 6.57                                    | 310,370,360           | 2,927,764                   | 6.27                                    | 8.28                                    |
| АО «НПФ «Достойное будущее»            | 301,468,255       | 8,739,554          | 62,836                      | 7.36                                    | 8.97                                    | 285,127,544           | 3,671,785                   | 7.40                                    | 9.61                                    |
| АО «НПФ «Будущее»                      | 291,945,489       | 2,500,902          | 65,748                      | 7.13                                    | 8.76                                    | 276,446,551           | 4,038,563                   | 5.66                                    | 7.67                                    |
| АО «НПФ «Транснефть»                   | 152,037,801       | 136,847,235        | 138,664                     | 7.15                                    | 7.56                                    | 11,857,970            | 47,489                      | 6.12                                    | 8.03                                    |
| Другие                                 | 508,542,693       | 239,065,089        | 1,435,659                   |                                         |                                         | 213,023,198           | 1,894,344                   |                                         |                                         |
| Всего                                  | 5,416,961,383     | 1,823,784,044      | 6,058,998                   |                                         |                                         | 3,279,496,210         | 36,265,411                  |                                         |                                         |

## Критика НПФ
НПФ подвергаются существенной критике из-за несоответствия продукта пенсионного страхования целям которые участники ставят перед собой при пенсионных накоплениях. Критика связана с тем что полная долговременная доходность НПФ не превышает инфляцию, и в итоге вклады в НПФ уменьшаются в реальном выражении вместо увеличения. Низкая и даже отрицательная реальная доходность делает НПФ намного менее привлекательным инструментом, чем ИИС или обычные брокерские счета.
- Закон вынуждает НПФ вкладывать накопления вкладчиков в консервативный портфель, долгосрочная доходность которого едва превышает инфляцию. В частности, доля акций в портфеле ограничена 10% и основные вклады осуществляются в консервативные государственные ценные бумаги.
- Закон вынуждает НПФ быть прибыльными на коротком промежутке времени (3-5 лет); такое ограничение ведет к тому, что для уменьшения рисков НПФ избегают вложений даже в лучшие акции.
- Закон вынуждает НПФ держать резервы, которые не инвестируются в рынок. Эти резервы, оправданные у банков, мешают росту накоплений в НПФ.
- НПФ не дифференцируют вкладчиков по возрасту, из-за чего портфель более молодых вкладчиков с большим предстоящим периодом работоспособности является настолько же консервативным, как и у вышедших на пенсию вкладчиков, которые уже стали получать свои накопления. Консервативный портфель у молодых вкладчиков ведет к слабому росту сбережений.
- Многие НПФ выплачивают себе большие вознаграждения на уровне 2% и более, что съедает 45% капитала на горизонте в 30 лет и при консервативном портфеле ведет к показателям полной долгосрочной доходности ниже инфляции.

Однако в то же время у НПФ есть и ряд преимуществ.
- НПФ - это один из немногих, если не единственный, "вложил и забыл" инструментов на рынке, рассчитанный на долгие накопления.
- Государство гарантирует сохранность вложений в сумме до 2.8 млн руб. с регулярным перерасчетом застрахованной суммы по мере роста накоплений.
- Центральный Банк и другие государственные органы осуществляют регулярный, а по некоторым показателям даже ежедневный контроль за сохранностью накоплений в НПФ.
- Пенсионные накопления получают льготный режим налогообложения при выдаче средств вкладчикам.